# Leporellus retropinnis
Leporellus retropinnis is een straalvinnige vissensoort uit de familie van de kopstaanders (Anostomidae). De wetenschappelijke naam van de soort is voor het eerst geldig gepubliceerd in 1922 door Eigenmann.